# Hermitage Mall
De Hermitage Mall is een groot winkelcentrum aan de Lalla Rookhweg in Flora in Paramaribo, Suriname. Naast winkels bevinden zich er allerlei horecagelegenheden en de grootste bioscoop van de omgeving. Daarbij is er een gratis wifiverbinding. In 26 augustus 2015 werd er een Pop-up Art Village in de mall georganiseerd.
Er zijn meer dan tachtig winkels gevestigd, waarmee dit de grootste mall is van Paramaribo. De vestiging staat in het zuiden van de stad in de wijk Beekhuizen. Daarvoor was dat de Maretraite Mall (sinds 2006) in het noorden van de stad. Medio jaren 2010 werd ook nog een groot winkelcentrum nabij de Waterkant geopend, de Suriname Times Mall.

## Geschiedenis
De Hermitage Mall werd in 2000 geopend en kende toen nog rond de twintig winkels en een foodcourt. In 2004 werd een uitbreiding van het winkelcentrum gerealiseerd en daarna volgde nog een uitbreiding. Uiteindelijk groeide het winkeltal uit tot tachtig.

## Incidenten en onrust
De mall blijkt aantrekkingskracht te hebben op vestigingen van andere ondernemers in de buurt. Bewoners klagen daarom over de overlast, zoals van de verkeersdrukte, alcoholconsumptie en de vestiging van twee casino's.
In de Hermitage Mall vonden meermaals incidenten plaats waarvan enkele met dodelijke gevolgen. In september 2014 kwam iemand om het leven na een steekpartij op de parkeerplaats bij de bioscoop. In de maanden erop volgden nog enkele steekpartijen waar opnieuw iemand bij om het leven kwam. In 2015 kwam een dief na een diefstal van een auto bij de mall door een kogel van een militair om het leven toen hij probeerde het voertuig op een andere locatie door te verkopen.
Rond 2013/2014 was er een groep tieners actief die zakken rolden van winkelend publiek. In 2018 sloeg een jongere een bewaker van TBL met een staaf het ziekenhuis in, nadat die hem had aangesproken op het verbod geparkeerde auto's van klanten tegen betaling te bewaken. In de tweede helft van 2021, tijdens de coronacrisis, waren er opstootjes van jongeren die de coronaregels negeerden.

## Galerij

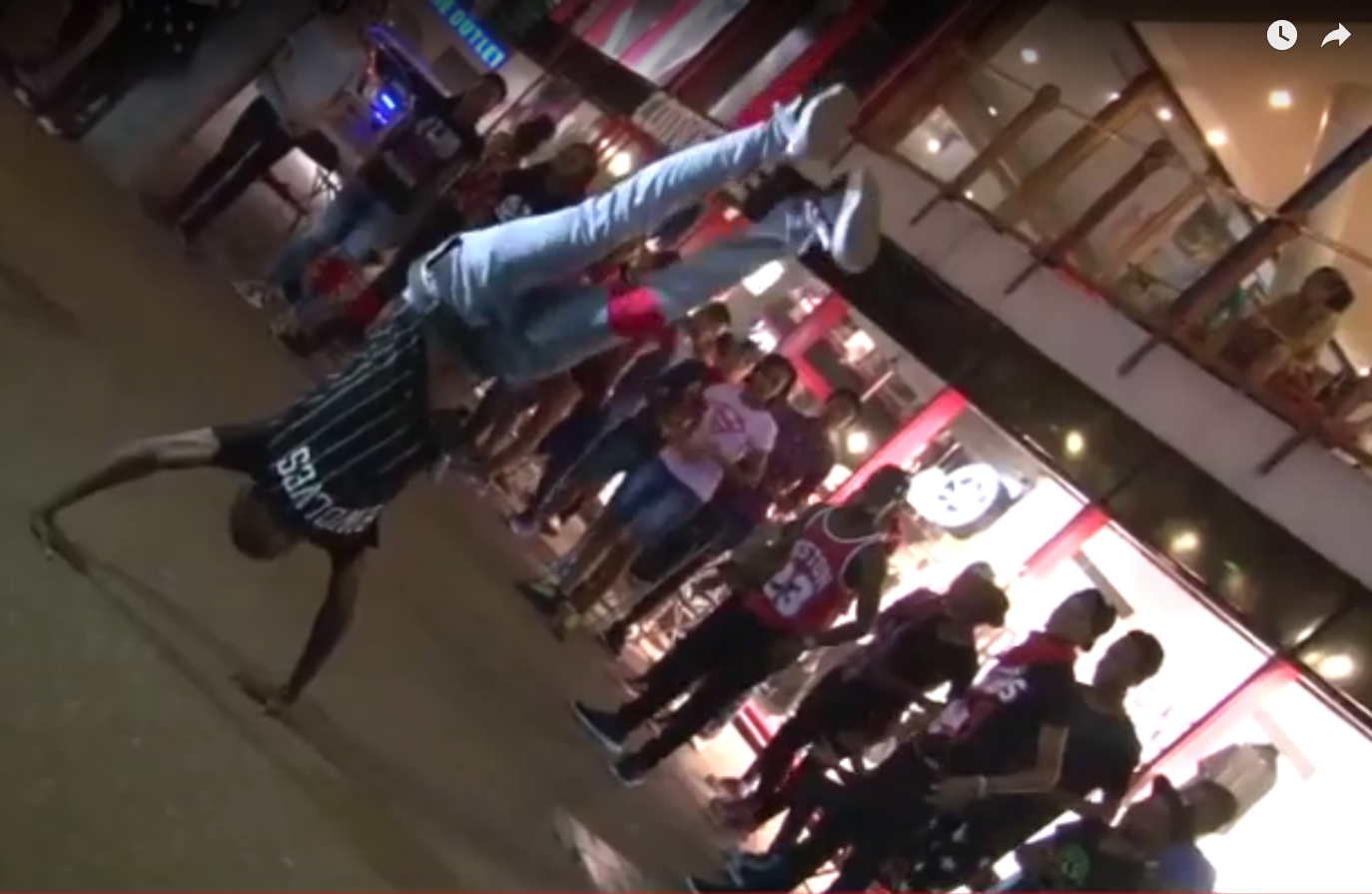
Flashmob bij de Hermitage Mall in 2015, georganiseerd door Maikel Austen

Paramaribo: Hermitage Mall · International Mall of Suriname · Maretraite Mall · Suriname Times Mall